# We Are the Strange
Pour plus de détails, voir Fiche technique et Distribution.
We Are the Strange est un film d'animation indépendant réalisé par le Californien M dot Strange et sorti en 2007. Le film mélange plusieurs techniques d'animation : stop motion, CG artwork et effet d'incrustation. Il fut projeté en avant-première au festival du film de Sundance en 2007.

## Synopsis
Dans un univers onirique à l'influence vidéo-ludique se rencontrent deux personnages diamétralement opposés : Blue, une femme maltraitée souffrant d'une étrange maladie dégénérative, et eMMM, une poupée vivante.
Cette dernière, habitée par une forte envie de crème glacée, emmène Blue à Stopmo City où elle compte bien en trouver chez un certain marchand. Cependant, la ville a été envahie par des forces du mal qui empêchent la progression des deux protagonistes.

## Fiche technique
- Titre : We Are the Strange
- Réalisation : M dot Strange
- Scénario : M dot Strange
- Musique : M dot Strange
- Montage : Chaylon Blancett et M dot Strange
- Budget : 20 000 $[1]
- Production : Str8nime
- Pays :  États-Unis
- Durée: 88 minutes
- Date de sortie :
  - États-Unis : 19 janvier 2007 au festival du film de Sundance

## Distribution

### Voix originales
D'après Internet Movie Database
- Chaylon Blancett : le monstre The Wooo
- David Choe : Rain
- Stuart Mahoney : Ori et le pasteur
- Halleh Seddighzadeh : Blue et le narrateur du prologue
- M dot Strange : HIM

## Autour du film
(novembre 2011).
Si vous disposez d'ouvrages ou d'articles de référence ou si vous connaissez des sites web de qualité traitant du thème abordé ici, merci de compléter l'article en donnant les références utiles à sa vérifiabilité et en les liant à la section « Notes et références ».
M dot Strange a déclaré qu'il souhaitait que le film soit plus distribué sur Internet qu'au cinéma, dans la mesure où lui seul conserve tous les droits sur le film, et qu'il ferait du profit par la suite (vente de DVD, etc.).